# 三体詩
『三体詩』（さんたいし）は、中国南宋の周弼により編集された唐代漢詩集。書名は、五言律詩・七言律詩・七言絶句の三種を収めていることによる。

## 概略
南宋末の淳祐年間の刊行といわれる。『唐詩選』が初唐や盛唐の詩を重点的に採用しているのに対し、『三体詩』は多く中唐から晩唐にかけての作品を選ぶ傾向が強い。
日本では、中世期に五山の僧中巌円月が帰国してから『三体詩』の講義が始まったとされ、南北朝のこの時期から、五山文学での和刻本が刊行し、以後三体詩抄の諸本は、江戸期の森川許六編『和訓三体詩』など十数系統に及んでいる。
近代文学者でも、森鷗外や夏目漱石など漢詩を製作していた作家が愛読していた。明治期には、初期に石川鴻斎『三体詩講義』が、中期に野口寧斎『三体詩評釈』などが刊行している。

## 関連書籍
- 村上哲見訳・注解『三体詩 中国古典選』朝日新聞社（上下）、1966年 - 1967年。朝日文庫（全4巻）、1978年。
- 村上哲見『漢詩の名句・名吟』講談社現代新書、1990年。
- 村上哲見『漢詩と日本人』講談社選書メチエ、1994年。第三章「三体詩」の話

## 関連人物
- 梁川星巌
- 服部南郭
- 服部宇之吉